# 1362
1362 (MCCCLXII) je bilo navadno leto, ki se je po julijanskem koledarju začelo na soboto.

## Dogodki

### Slovenija
- 21. april - Dunaj: oglejski patriarh Lodovico della Torre, ki se nahaja v ujetništvu, pod prisilo podpiše mirovni sporazum z avstrijskim vojvodom Rudolfom IV., v katerem Habsburžanom prepusti velik del ozemlja patriarhata. Za patriarha se zavzame rimsko-nemški cesar in habsburški rival Karel IV. Luksemburški, zato Rudolf IV. ne postavi prevelikih zahtev in patriarha po podpisu sporazuma izpusti. 1365 ↔
- Celjski grof Ulrik I. postane kranjski deželni glavar. Njegov mlajši brat in sovladar Herman I. se isto leto poroči s Katarino Kotromanić, hčerko bosanskega bana Štefana II.

### Stoletna vojna
- 6. april - Bitka pri Brignaisu: najemniške tolpe, ti. Tard-Venus, huje porazijo francosko kraljevo vojsko, ki jo vodi grof La Marche Jakob I. Burbonski. Smrtno ranjen umre nekaj dni kasneje.
  - Grofijo La Marche nasledi sin Peter II., ki pa prav tako smrtno ranjen v isti bitki umre še nekaj dni kasneje. Grofija pripade mlajšemu bratu Ivanu I..
- maj - Normandija: navarski kralj Karel II., ki ima pretenzije do Burgundije, poskuša z vstajo v Normandiji, kjer ima številne privržence. Upor spodleti, kar pa ga ne zaustavi. 1364 ↔
- 3. junij - Več združenih tolp Tard-Venus v velikosti več tisoč razbojnikov poskuša opleniti papeški Avignon in se zato odpravi proti jugu Francije. V okolici Montpensierja jih razbije bataljon kastiljske vojske, ki jo vodi kastiljski kronski princ Henrik II., vendar se Tard-Venus po odhodu Kastiljcev hitro regrupirajo in nadaljujejo s sitnostmi. Med drugimi pretrgajo oskrbovalne poti do Avignona. 1363 ↔
- junij - Soria, Kastilija: kralja Peter Kastiljski in Karel II. Navarski skleneta zavezništvo. ↓
- 22. junij → Peter Kastiljski sklene zavezništvo še z angleškim kraljem Edvardom III., ki ga na celini zastopa Edvard Črni Princ. ↓
- → Še istega leta se obnovi vojna dveh Petrov. Aragonski kralj Peter IV. je ujet popolnoma nepripravljen. Kastiljcem in Anglo-Navarcem uspe zavzeti nekaj obmejnih utrdb. 1363 ↔
- 13. oktober - Angleški Parlament: kancler Anglije prvič nagovori angleški Parlament v angleščini in ne v zakonodajni francoščini, kot je bila ustaljena navada. Zakonodajna francoščina je sicer v uporabi še naslednji stoletji, vendar njen pomen upada, prav tako pa jezikovno stagnira.
- november - V Angliji je ustanovljena tretja vojvodina. Naziv 1. vojvoda Clarence dobi mlajši sin Edvarda III. Lionel Antwerpenski.
- 13. november - John Gaunt, tretji od petih sinov Edvarda III., postane novi vojvoda Lancaster (1.). V Angliji, Walesu in Franciji poseduje vsaj 30 gradov. Njegovo spremstvo je približno tako veliko kot kraljevo.

### Skandinavija
- 15. februar - Švedsko plemstvo razglasi švedskega kronskega princa in hkrati norveškega kralja Hakona VI. za novega švedskega kralja. Njegov oče, švedski kralj Magnus IV. in sin se v strahu pred dansko nevarnostjo in na pobudo Hanzeatske lige kmalu pobotata. Novi švedski (so)kralj s tem razočara tamkajšnje plemiče. ↓
- april → Flota Hanzeatske lige pleni po obalah Danske in Skanije. Zavzamejo in oplenijo København. ↓
- → Bitka pri Helsingborgu: pomorska bitka, v kateri danski kralj Valdemar IV. premaga floto Hanzeatske lige. 1363 ↔

### Ostalo
- 16. januar - Povodenj na dan Svetega Marcela: orkanski vihar opustoši obale Severnega morja in zahteva najmanj 25.000 žrtev, največ na Nizozemskem, v severni Nemčiji in na Danskem. Popolnoma in z vsemi prebivalci je uničeno severno frizijsko mesto Rungholt, ki si ne opomore nikoli več.
- 17. april - Litva: po mesecu dni obleganja zavzamejo križniki litovsko utrdbo Kaunas. Zavzetje gradu resno oslabi mejo Litovske velike kneževine pred napadi nemškega viteškega reda.
  - Bitka pri Sinjih vodah: več uspeha kot s križniki imajo Litvanci s širjenjem oblasti na ozemlja razdeljenih ruskih kneževin in Zlate horde. V tem ali pa naslednjem letu litovski veliki knez Algirdas v omenjeni bitki premaga Tatare. Litva dobi izhod na Črno morje.
- 25. april - Granadski emirat: emir Muhamed VI. sledi tradiciji svojih predhodnikov in je tega dne umorjen po ukazu kastiljskega kralja Petra. Na granadski prestol se vrne odstavljeni sultan in bratranec Muhamed V. 1391 ↔
- 26. maj - Po smrti neapeljskega kralja Ludvika I., ki je vladal zgolj po pravici soproge Ivane I., slednja obdrži oblast v kraljestvu. Samska in še brez otrok začne sprejemati nove snubce, s katerimi pa nima namena deliti oblasti. 1363 ↔

- 28. september - Umrlega papeža Inocenca VI. nasledi Urban V.[1], 200. papež po seznamu.
  - Novi papež neuspešno poziva h križarski vojni proti tolpam Tard-Venus, ki so onemogočile oskrbo Avignona. 1363 ↔
- 10. december - Umrli avstrijski vojvoda Friderik III. iz hiše Habsburžanov je vladal zgolj kot regent skupaj z ostalima bratoma v imenu najstarejšega brata Rudolfa IV.. Sam ni zapustil potomcev.
- 21. december - Umrlega kralja Kilikijske Armenije Konstantina V. nasledi sin Konstantin VI.
- Kljub anarhiji v Zlati hordi, je ta še toliko močna, da ponovno določi, kdo bo vladar sosednje Vladimirske kneževine: novi vladimirski veliki knez postane Dimitrij Donski. V Zlati hordi ima de facto oblast general Mamaj. 1366 ↔

## Rojstva
- 16. januar - Robert de Vere, angleški plemič, vojvoda Irske, 9. grof Oxford († 1392)
- Murdoch Stewart, škotski plemič, vojvoda Albany († 1425)
- Stanisław iz Skarbimierza, poljski pravnik († 1431)
- Wang Fu, kitajski slikar († 1416)

## Smrti
- marec - Orhan I., drugi sultan Osmanov (* 1281)
- 6. april - Jakob I. Burbonski, grof La Marche (* 1319)
- 25. april - Muhamed VI., granadski emir (* 1332)
- 26. maj - Ludvik I., neapeljski kralj (* 1320)
- 11. julij - Anna Świdnicka, poljska princesa, češka in nemška kraljica, rimsko-nemška cesarica (* 1339)
- 7. september - Ivana Angleška, škotska kraljica (* 1321)
- 12. september - papež Inocenc VI.
- 10. december - Friderik III., avstrijski sovojvoda, hiša Habsburžanov (* 1347)
- 21. december - Konstantin V., kralj Kilikijske Armenije (* 1313)
- Ivan III. Veliki Komnen, trapezuntski cesar (* 1321)
- Mojzes iz Narbonne, španski judovski filozof in zdravnik (* 1300)
- Peter Berkorij, francoski enciklopedist (* 1290)
- Rinaldo Cavalchini, italijanski (veronski) pesnik, humanist (* 1291)
- Şehzade Halil, otomanski princ, sin Orhana in Teodore Kantakuzen (* 1347)